# Mannensha
La Mannensha (萬年社) est un groupe japonais de communication et de marketing créé en 1890. 
Portée par la création des journaux et de magazines à la même époque au Japon, elle fait partie des groupes de communication comme Hakuhodo ou Dentsu qui voient le jour pour créer des publicités pour cette presse.

## Sources